# 김태수 (1975년)
김태수(한국 한자: 金泰洙, 1975년 11월 15일 ~ )는 대한민국의 전 축구 선수이며, 포지션은 골키퍼였다.